# Laika & The Cosmonauts
Laika & The Cosmonauts är ett finskt surfband, baserat i Helsingfors. Gruppen har funnits sedan 1987 och har skapat sig en kultstatus såväl i Finland, som USA, Europa och Japan. Till fansen kan räknas den legendariska surfgitarristen Dick Dale, Mike Palm från Agent Orange och filmregissören som återuppväckte allmänhetens intresse för stilen, Quentin Tarantino. 
Laika & The Cosmonauts har beskrivits som ett tight och medryckande liveband och i recensioner haglar lovorden över musikernas skicklighet. Gruppen blandar surfsoundet med bland annat ska, reggae och österländska influenser. De spelar enbart instrumental musik. 

## Biografi
Laika & The Cosmonauts fick sin början över en öl på rockklubben Tavastia i Helsingfors, där organisten/gitarristen Matti Pitsinki och trummisen Janne Haavisto träffades och upptäckte sin gemensamma kärlek för surfmusiken. De beslöt sig för att grunda ett band, och Haavisto drog med sin långtida vän och bandkompis, gitarristen Mikko Lankinen, medan Pitsinki tog in sin gamla bandkompis, basisten Tom Nyman. Haavisto och Lankinen hade i tiderna haft ett avantgardistiskt surfband vid namn Pluto & The Astronauts. Enligt Pitsinki beslöt de att "visa uppskattning för föregångaren och på samma gång hoppa över Berlinmuren" och kalla den nya gruppen för Laika & The Cosmonauts. 
Gruppens första skiva, C'mon Do the Laika, kom ut redan året därpå. I Finland (och resten av Europa) förblev Laika & The Cosmonauts relativt okända utanför en liten grupp fans ända fram tills att gruppens fjärde skiva, The Amazing Colossal Band, slog igenom ordentligt i amerikanska surfkretsar år 1995. 
Gruppen har gjort flera turnéer både i Nordamerika och Europa, och har gett ut fem studioskivor, ett livealbum och en samlingsskiva med tidigt material för den amerikanska marknaden. Dessutom har deras musik hörts i diverse filmer, speciellt kan man notera Flipper och LA Without a Map. Enligt bandets medlemmar vill de gärna utveckla den här sidan av skapandet, och väntar ivrigt på att någon ger dem i uppdrag att skriva musiken till en hel långfilm.

## Medlemmar
- Matti Pitsinki – orgel, keyboard, gitarr
- Mikko Lankinen – gitarr
- Tom Nyman – basgitarr
- Janne Haavisto – trummor

## Diskografi
- C'mon Do the Laika (1988)
- Surfs You Right (1990)
- Instruments of Terror (1992)
- The Amazing Colossal Band (1995)
- Zero Gravity (USA-samling, 1996)
- Absurdistan (1997)
- Laika Sex Machine (live, 2000)
- Local Warming (2004)
- Cosmopolis (2008)
- The Metropolis Tapes (2008)